# Ludwig Schäffler
Ludwig Schäffler (10. března 1848 Karlovy Vary – 6. srpna 1915 Karlovy Vary) byl rakouský politik německé národnosti z Čech, poslanec Českého zemského sněmu a starosta Karlových Varů.

## Biografie
Působil jako měšťan a obchodník v Karlových Varech. Od roku 1883 byl městským radním, od roku 1892 náměstkem starosty a v období let 1894–1906 zastával úřad starosty Karlových Varů. Na funkci rezignoval ze zdravotních důvodů. Byl členem ředitelství spořitelny a hasičského sboru v Karlových Varech. Zasedal ve spolku Verein für Geschichte der Deutschen in Böhmen.
Zapojil se i do vysoké politiky. V doplňovacích zemských volbách roku 1904 byl zvolen na Český zemský sněm, kde zastupoval kurii městskou, obvod Karlovy Vary, Jáchymov. Uváděl se tehdy jako kandidát Německé pokrokové strany.
Zemřel v srpnu 1915.